# Peceli Rinakama
Ratu Peceli Rinakama, né vers 1952, est un chef autochtone, homme politique et coach de rugby fidjien.

## Biographie
Originaire de la province de Naitasiri sur l'île de Viti Levu, il est membre dans sa jeunesse du Théâtre de Danse des Fidji, et à l'âge de 21 ans en 1973 il prend part à un spectacle de danse fidjienne à l'opéra de Sydney, devant la reine des Fidji (et reine d'Australie) Élisabeth II, pour marquer l'ouverture de l'opéra.
Candidat pour le parti de l'Association fidjienne, il est élu à la Chambre des représentants comme député de la circonscription ethnique autochtone de Naitasiri lors des élections législatives fidjiennes de 1999. Bien que député d'arrière-ban de la majorité parlementaire du gouvernement Chaudhry, lorsque le coup d'État de mai 2000 renverse le gouvernement et prend en otage les ministres, il se range du côté des putschistes et de leur message raciste. Le lendemain du coup d'État, il accepte d'être nommé « ministre de l'éducation, des sciences et des technologies » dans le prétendu gouvernement mené par le putschiste George Speight, et qui n'exerce jamais le pouvoir.
Après l'échec du coup d'État, il adhère à l'Alliance conservatrice, le parti politique d'extrême-droite des partisans du coup d'État. Il est candidat pour ce parti dans sa circonscription ethnique de Naitasiri aux élections législatives anticipées de 2001 et est largement battu. Coach de l'équipe provinciale de Naitasiri de rugby à XV, il se voit refuser l'entrée en Nouvelle-Zélande pour un match avec son équipe en mars 2003, en raison de son rôle dans le coup d'État. Il est finalement inculpé pour trahison. Il est reconnu coupable de trahison et condamné en août 2004 à trois ans de prison. En décembre 2005 Qoriniasi Bale, ministre de la Justice dans le gouvernement ethno-nationaliste autochtone de Laisenia Qarase, le fait relâcher. 
Il est sélectionné comme candidat pour le parti Sodelpa, parti de droite ethno-nationaliste autochtone, pour les élections législatives de 2018. Durant sa campagne électorale, il affirme que les coups d'État racistes anti-indiens de 1987 ont sauvé les Fidji, et que le coup d'État de l'an 2000 était « la volonté de Dieu ». Il n'est pas élu. Pour les élections de 2022, il quitte le Sodelpa et adhère au parti de centre-droit attrape-tout Alliance populaire. Candidat pour le parti, il est à nouveau battu,,.
Il demeure président de la fédération de rugby à XV de Naitasiri dans les années 2020.